# Tegenaria ornit
Espèce
Tegenaria ornit est une espèce d'araignées aranéomorphes de la famille des Agelenidae.

## Distribution
Cette espèce est endémique d'Israël. Elle se rencontre dans la grotte Ornit sur le mont Carmel.

## Description
Le mâle holotype mesure 6,20 mm et les femelles de 5,11 à 6,82 mm.
Cette araignée est anophtalme.

## Systématique et taxinomie
Cette espèce a été décrite par Aharon et Gavish-Regev en 2023.

## Étymologie
Son nom d'espèce lui a été donné en référence au lieu de sa découverte,  la grotte Ornit.

## Publication originale
- Aharon, Ballesteros, Gainett, Hawlena, Sharma & Gavish-Regev, 2023 : « In the land of the blind: exceptional subterranean speciation of cryptic troglobitic spiders of the genus Tegenaria (Araneae: Agelenidae) in Israel. » Molecular Phylogenetics and Evolution, vol. 183, no 107705, p. 1-28.